# Roland Salm
Roland Salm, nacido el 21 de febrero de 1950 en Riniken, en el Cantón de Argovia, es un ciclista profesional ya retirado de 1974 a 1981.

## Palmarés
1974
- Campeonato de Suiza en Ruta
- Tour de Berna

1975
- Campeonato de Suiza en Ruta
- Giro del Veneto
- Tour de Berna

1976
- Campeonato de Suiza en Ruta

1977
- Campeonato de Suiza en Ruta

1980
- 1 etapa de la Vuelta a Suiza

## Resultados en las grandes vueltas

### Giro de Italia
- 1974 : 56.º
- 1975 : 13º